# جوزيف سوين
جوزيف سوين (بالإنجليزية: Joseph Swain)‏ هو عالم أسماك أمريكي، ولد في 16 يونيو 1857 في بيندلتون في الولايات المتحدة، وتوفي في 19 مايو 1927 في كليفتون هايهتس في الولايات المتحدة.